# 680 a.C.

## Eventos
- 25a olimpíada:
  - Tálpis da Lacônia vencedor do estádio;[1]
  - Introduzida a corrida de carruagens de quatro cavalos, o vencedor  foi Pagão de Tebas.[1] Nas corridas de cavalo, o vencedor era o dono dos cavalos, e não o condutor.[2]